# Tassilo Probst

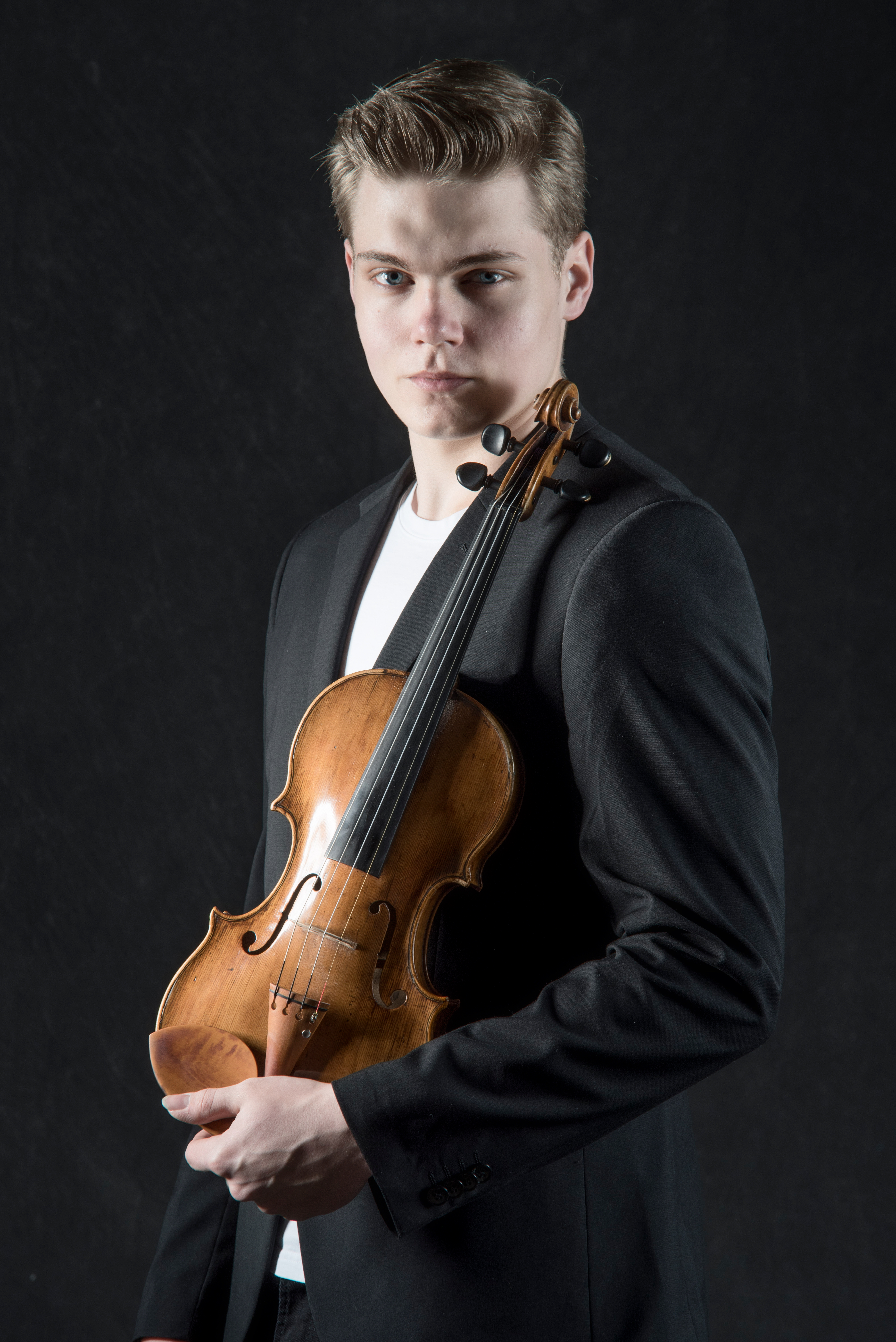
Tassilo Probst (2021)

Tassilo Probst (* 2002 in München) ist ein deutscher Geiger im Bereich klassischer Musik.

## Biografie
Tassilo Probst begann im Alter von viereinhalb Jahren mit dem Geigenspiel. 2015 wurde er als Jungstudent in die Violinklasse von Sonja Korkeala an der Hochschule für Musik und Theater München aufgenommen. Außerdem arbeitet er mit dem Salzburger Violinpädagogen David Frühwirth. Schon früh stellten sich Erfolge bei Jugend musiziert ein. Nachdem er mit 16 Jahren sein Abitur absolviert hatte, setzte er sein Bachelorstudium bei Ingolf Turban fort. Seit seinem als 19-Jähriger erlangten Bachelorabschluss studiert er im Masterstudiengang bei Linus Roth am Leopold-Mozart-Zentrum in Augsburg. Meisterkurse bei Zakhar Bron, Pierre Amoyal, Boris Kuschnir, Mihaela Martin, Christian Tetzlaff, Christoph Poppen und Ana Chumachenco rundeten seine Ausbildung ab.
Bei ersten Auftritten mit Orchester spielte er das Violinkonzert von Glasunow, das er schon als 14-Jähriger mit der Philharmonie Bad Reichenhall aufführte, und das Violinkonzert von Tschaikowski, mit dem er 2018 im Herkulessaal der Münchner Residenz auftrat. Seither spielte Tassilo Probst mit namhaften Orchestern im In- und Ausland wie dem Konzerthausorchester Berlin, dem Georges Enescu Philharmonic Orchestra, dem Lithunian Chamber Orchestra, dem NFM Wroclaw Philharmonic, der Südwestdeutschen Philharmonie, dem Göttinger Symphonie Orchester, der Erzgebirgischen Philharmonie und war Gast bei nationalen und internationalen Festivals wie dem George-Enescu-Festival Bukarest, den Interlaken Classics in der Schweiz, dem Schleswig-Holstein-Musik Festival, den Festspielen Mecklenburg-Vorpommern und den Walkenrieder Kreuzgangkonzerten.
Sein Repertoire umfasst die gesamte Bandbreite der Violinliteratur, besonders widmet er sich auch noch wenig bekannten Werken des 20. Jahrhunderts. Zu einem bedeutsamen Schwerpunkt seines Wirkens wurde Kammermusik mit zahlreichen Partnern, darunter Daniel Hope, Nils Mönkemeyer, Daniel Müller-Schott, Alban Gerhardt und Kit Armstrong. Ergebnis seiner Zusammenarbeit mit dem gleichaltrigen Pianisten Maxim Lando war das Doppelalbum Into Madness, das 2023 bei den International Classical Music Awards ausgezeichnet wurde. Auf diesem ist unter anderem eine Weltersteinspielung der zweiten Violinsonate von Joseph Achron zu hören.
Tassilo Probst spielt eine Violine von Giovanni Grancino, die ihm die  Deutsche Stiftung Musikleben aus ihrem Instrumentenfonds zur Verfűgung stellt. Gebaut wurde das Instrument 1690 in Mailand.

## Diskografie
- Into Madness: Violinsonaten von Béla Bartók, George Enescu und Joseph Achron. Mit Maxim Lando, Klavier. Berlin Classics, 2022.
- Weinberg: Solisten: Wen-Sinn Yang, Tassilo Probst mit dem Concertino für Violine und Streichorchester von Mieczysław Weinberg; Dirigent: Daniel Grossmann; Jewish Chamber Orchestra Munich. Onyx, 2023.[11]

## Preise und Auszeichnungen
- 1. Preis Violine und 1. Preis Kammermusik beim Bundesentscheid von Jugend musiziert, Kassel (2016)[1]
- 1. Preis in der Altersgruppe 12 bis 15 Jahre beim internationalen Anton Rubinstein Wettbewerb – VIOLINE JUNIOR, Düsseldorf (2017)[12]
- 2. Preis in der Kategorie III (Jahrgänge 2002 bis 1998) beim 9. Internationaler LOUIS SPOHR Wettbewerb für Junge Geiger (2019)[13]
- 2. Preis August-Everding-Musikwettbewerb (2019)[14]
- 3. Preis beim Internationalen Enescu Violinwettbewerb, Bukarest, (2021)[6]
- 2. Preis beim Internationalen Violinwettbewerb Tibor Varga, Sion (2021)[15]
- Auszeichnung des Albums Into Madness von Tassilo Probst und Maxim Lando als beste Kammermusikeinspielung bei den International Classical Music Awards 2023.[7]